# Discografia d'Elvis Presley
La Discografia d'Elvis Presley compila els discos publicats per l'artista

## Anys 50
- Elvis (19 d'octubre, 1956) US #1 (5 setmanes)
- Loving You (1 de juliol, 1957) US #1 (10 setmanes) - part d'una BSO
- Elvis' Christmas Album (15 d'octubre, 1957) US #1 (4 setmanes)
- Elvis' Golden Records (21 de març, 1958) US #3 - compilació
- King Creole (19 de setembre, 1958) US #2 - BSO
- For LP Fans Only (6 de febrer, 1959) US #19 - compilació
- A Date With Elvis (24 de juliol, 1959) US #32 - compilació
- Elvis' Gold Records Volume 2 (13 de novembre, 1959) US #31 - compilació

## Anys 60
- Elvis Is Back! (8 d'abril, 1960) US #2
- G.I. Blues (1 d'octubre, 1960) US #1 (9 setmanes) - BSO
- His Hand in Mine (10 de novembre, 1960) US #13
- Something for Everybody (17 de juny, 1961) US #1 (3 setmanes)
- Blue Hawaii (1 d'octubre, 1961) US #1 (18 setmanes) - BSO
- Pot Luck (5 de juny, 1962) US #4
- Girls! Girls! Girls! (9 de novembre, 1962) US #3 - BSO
- It Happened at the World's Fair (10 d'abril, 1963) US #4 - BSO
- Elvis' Golden Records Volume 3 (11 d'agost, 1963) US #3 - compilació
- Fun in Acapulco (1 de novembre, 1963) US #3 - BSO
- Kissin' Cousins (2 d'abril, 1964) US #6 - BSO
- Roustabout (20 d'octubre, 1964) US #1 (1 setmana) - BSO
- Girl Happy (1 de març, 1965) US #8 - BSO
- Elvis for Everyone (10 d'agost, 1965) US #10 - compilació
- Harum Scarum (3 de novembre, 1965) US #8 - BSO
- Frankie and Johnny (1 de març, 1966) US #20 - BSO
- Paradise, Hawaiian Style (10 de juny, 1966) US #15 - BSO
- Spinout (31 d'octubre, 1966) US #18 - BSO
- How Great Thou Art (20 de febrer, 1967) US #18
- Double Trouble (1 de juny, 1967) US #47 - BSO
- Clambake (10 d'octubre, 1967) US #40 - BSO
- Elvis' Gold Records Volume 4 (2 de gener, 1968) US #33 - compilació
- Speedway (1 de maig, 1968) US #82 - BSO
- Elvis (NBC-TV Special) (22 de novembre, 1968) US #8 - TV BSO
- Elvis Sings Flaming Star (Abril de 1969) US #96
- Originalment es gravà "Singer Presents Elvis Singing Flaming Star and Others" a l'octubre del 1968
- From Elvis in Memphis (17 de juny, 1969) US #13
- From Memphis To Vegas/From Vegas To Memphis (14 d'octubre, 1969) US #12

## Anys 70
- Let's Be Friends (Abril de 1970) US #105
- On Stage: February 1970 (23 de juny, 1970) US #13
- Worldwide 50 Gold Award Hits Vol. 1 (Agost del 1970) US #45 - compilació
- Almost in Love (1 d'octubre, 1970) US #65 - compilació
- Elvis' Christmas Album (Novembre de 1970) -nova edició corregida de l'àlbum del 1957
- Elvis In Person at the International Hotel i Back In Memphis aquests dos discos son part de:
- From Memphis To Vegas/From Vegas To Memphis un doble LP
- That's the Way It Is (11 de novembre, 1970) US #21 - part de BSO
- Elvis Country (I'm 10,000 Years Old) (2 de gener, 1971) US #12
- You'll Never Walk Alone (22 de març, 1971) US #69 - compilació
- Love Letters from Elvis (16 de juny, 1971) US #33
- C'mon Everybody (Juliol de 1971) US #70 - compilació
- The Other Sides - Elvis Worldwide Gold Award Hits Vol. 2 (Agost del 1971) US #120 - compilació
- I Got Lucky (Octubre de 1971) US #104 - compilació
- Elvis Sings The Wonderful World of Christmas (20 d'octubre del 1971)
- Elvis Now (20 de febrer, 1972) US #43
- He Touched Me (3 d'abril, 1972) US #79
- Elvis Sings Hits from His Movies (Juny de 1972) US #87 - compilació
- Elvis: As Recorded At Madison Square Garden (18 de juny del 1972) US #11
- Burning Love and Hits From His Movies (1 de novembre del 1972) US #22 - compilació
- Separate Ways (Genero de 1973) US #46 - compilació
- Aloha From Hawaii: Via Satellite (4 de febrer del 1973) US #1 (1 setmana) - TV BSO
- Almost in Love [reedició el 1970 amb una cançó més] (Març del 1974) - compilació
- Elvis (16 de juliol del 1973) US #52
- Raised on Rock/For Ol' Times Sake (1 d'octubre del 1973) US #50
- Elvis: A Legendary Performer Volume 1 (2 de gener del 1974) US #43 - compilació
- Good Times (20 de març, 1974) US #90
- Elvis: As Recorded Live On Stage In Memphis (7 de juliol del 1974) US #33
- Having Fun With Elvis On Stage (Agost del 1974) US #130 - àlbum parlat
- Promised Land (8 de gener, 1975) US #47
- Pure Gold (Març de 1975) - compilació
- Today (7 de maig, 1975) US #57
- Double Dynamite (Desembre de 1975) - compilació
- Elvis: A Legendary Performer Volume 2 (8 de gener del 1976) US #46
- The Sun Sessions (22 de març del 1976) US #76 - compilació
- His Hand in Mine [reedició d'un LP de 1960] (Març del 1976)
- From Elvis Presley Boulevard, Memphis, Tennessee (20 d'abril del 1976) US #41
- Frankie and Johnny (Novembre de 1976) - compilació
- Welcome to My World (17 de març del 1977) US #44 - compilació
- Moody Blue (19 de juliol del 1977) US #3
- Elvis in Concert (3 d'octubre del 1977) US #5 - part d'un concert per TV